# Normandy (Texas)
Normandy es un lugar designado por el censo ubicado en el condado de Maverick en el estado estadounidense de Texas. En el Censo de 2020 tenía una población de 54 habitantes y una densidad poblacional de 80,60 habitantes por km². Fue incluido como CDP en el censo de 2020.

## Geografía
Normandy se encuentra ubicado en las coordenadas 28°54′36″N 100°35′52″O / 28.91000, -100.59778. Según la Oficina del Censo de los Estados Unidos,  tiene una superficie total de 0,67 km², todos corresponientes a tierra firme.